# Emu Heights, New South Wales
Emu Heights este o suburbie în Sydney, Australia.